# Auchmophanes ochrospila
Auchmophanes ochrospila är en fjärilsart som beskrevs av Turner 1908. Auchmophanes ochrospila ingår i släktet Auchmophanes och familjen nattflyn. Inga underarter finns listade i Catalogue of Life.